# Irène Sokologorsky
Irène Sokologorsky, née le 3 août 1936 est une universitaire française, professeure à l'université Paris-VIII (« Vincennes à Saint-Denis »), spécialiste de la langue russe et traductrice. 

## Carrière
Elle préside l'association LRS (Littérature russe et d'expression russe), et dirige la revue Lettres russes. Irène Sokologorsky a également enseigné de nombreuses années et fait partie du jury d'admission à l'École normale supérieure de Fontenay-aux-Roses. Elle a présidé le jury du concours d'agrégation de russe dans les années 1980. À cette époque elle dirige une collection de littérature russe aux éditions Alinéa.
En 1991, elle a été élue présidente de l'université Paris-VIII. C'est sous sa présidence que le président François Mitterrand vient poser la première pierre de la bibliothèque de l'université. En 1996, dans les dernières semaines de son mandat, elle a fait planter solennellement un chêne venant du Bois de Vincennes sur le campus de Saint-Denis, en souvenir du Centre universitaire expérimental de Vincennes. 
« Parfaitement à l'aise dans mon métier d'enseignante et ne me connaissant aucun talent particulier pour la gestion, j'ai été candidate à la Présidence de Paris-VIII car celle-ci était en train de devenir "une université comme les autres". »

Par ce genre d'événement, elle dit avoir tenté « de restaurer l'image de Paris-VIII » : 
« Université "en banlieue" certes, mais pas université "de banlieue". »
. C'est pendant son mandat et sous son impulsion que la désignation de l'université a changé pour « Université de Vincennes à Saint-Denis ». 

## Textes en ligne
- « La grève des étudiants de Paris VIII : entretien avec Irène Sokologorsky », in Humanité, 1995, nº 17, novembre.
- « L’université, une évolution positive : entretien avec Irène Sokologorsky », in BBF, 1996, t. 41, no 2
- « Les nouveaux romanciers russes. Un entretien avec Irène Sokologorsky », Humanité, 2008, nº 5, avril.

### Traductions
- Benjamin Kaverine, Le Faiseur de scandales, Champ libre, 1974.